# Niederlassung (Wirtschaft)
Niederlassung (englisch branch (office), französisch établissement, bureau, dépendance) ist ein Begriff der Wirtschaftslehre und wird im deutschen Sprachraum als räumlicher Standort einer Betriebsstätte eines Unternehmens verstanden. Es ist zu unterscheiden zwischen der Hauptniederlassung (Sitz) und Zweigniederlassungen, die als örtlich getrennte, rechtlich jedoch unselbständige Betriebsstätte mit eigenen Kompetenzen ausgestattet ist.

## Abgrenzung
Die Hauptniederlassung bezeichnet den Ort, an dem eine Handelsgesellschaft ihren Betriebsmittelpunkt hat. Zweigniederlassungen sind vom Geschäftssitz räumlich getrennte, rechtlich jedoch unselbständige Vermögensbestandteile eines Unternehmens. Zudem müssen sie auf Dauer eingerichtet sein und sachlich die gleiche Geschäftstätigkeit wie die Hauptniederlassung verfolgen. Von Filialen als reine Verkaufsstellen unterscheidet sich die Zweigniederlassung dadurch, dass ihr organisatorisch eine selbständige Teilnahme am Geschäftsverkehr möglich ist, ohne dass sie erkennbar – im Außenverhältnis zu Dritten – auf die Mitwirkung ihrer Hauptniederlassung angewiesen ist.
Im internen Controlling werden Zweigniederlassungen oft als Profitcenter ausgestaltet. Vor diesem Hintergrund werden sie mit Kompetenzen für bestimmte betriebliche Funktionen, insbesondere für eine eigene Beschaffung, Produktion („Parallelproduktion“), Geschäftsvermögen (Geschäftsräume und Betriebs- und Geschäftsausstattung) oder Vertrieb, ausgestattet. Wesentliche betriebliche Funktionen werden jedoch zentral in der Hauptniederlassung organisiert (Vorstand, Personal, Organisation, Finanzierung, Rechnungswesen oder Werbung). Da die Zweigniederlassung keine eigenständige Unternehmung darstellt, sondern Bestandteil der Gesamtunternehmung ist, müssen Zweigniederlassungen unter der gleichen Firma wie das Gesamtunternehmen firmieren. Zusätze („Niederlassung Köln“) sind möglich. Die Niederlassungsleitung kann eine Zweigniederlassung nach außen selbständig vertreten, Gläubigerin von Forderungen und Schuldner von Verbindlichkeiten ist jedoch stets die juristische Person der Hauptniederlassung.

## Geschichte
Das Kreditwesengesetz (KWG) vom Dezember 1934 führte angesichts des überbesetzten Bankwesens der Weimarer Republik mit den §§ 3 Abs. 1 und Abs. 2, § 4 Abs. 1b KWG 1934 bei Filialbanken eine Bedürfnisprüfung für die Errichtung von Bankfilialen und -niederlassungen ein, wonach die Überprüfung des örtlichen Bedarfs für eine Bankfiliale durch die Bankenaufsicht vorgesehen war. Die Bedürfnisprüfung wurde als geeignetes Mittel angesehen, um den Kreditapparat gesund zu erhalten und das wirtschaftliche Gefüge vor Erschütterungen zu bewahren.
Im „Apothekenurteil“ vom 11. Juni 1958 hielt das BVerfG das Zulassungsverfahren für Apotheken für unvereinbar mit dem Grundrecht der freien Berufswahl des Art. 12 Abs. 1 GG. In der Folge musste auch im Kreditwesen die Bedürfnisprüfung abgeschafft werden. Das Bundesverwaltungsgericht übernahm diese Vorgabe und schaffte die Konzessionspflicht im Juli 1958 auch für die Kreditwirtschaft ab. Im Fall ging es um die Eröffnung einer Zweigniederlassung einer Teilzahlungsbank in Ludwigshafen, die vom Bundesaufsichtsamt für das Kreditwesen durch Verfügungen vom 8. Juni 1953 und 30. Oktober 1953 abgelehnt worden war, weil kein örtliches und gesamtwirtschaftliches Bedürfnis anzuerkennen sei. Die Vorinstanz, das Oberverwaltungsgericht Rheinland-Pfalz, hatte noch argumentiert, dass eine zahlenmäßig unbeschrankte Zulassung von Haupt- und Zweigniederlassungen von Kreditinstituten die Währung und die Geld- und Kreditversorgung gefährde, denn eine Übersetzung des Kreditgewerbes führe zu einem verstärkten Konkurrenzkampf der Institute, einer unangemessenen Ausdehnung des Kreditvolumens, der Gefahr unvorsichtiger Geld- und Kreditmanipulationen, schließlich zum Zusammenbruch leistungsschwach gewordener Institute und damit zu einer Vertrauensstörung beim Publikum gegenüber dem staatlichen Geld- und Währungssystem. Dem hielt das BVerwG entgegen, dass neue Zweigniederlassungen nur dann errichtet werden, wenn die Unternehmer nach eingehender Prüfung der gesamtwirtschaftlichen Lage und der örtlichen Verhältnisse von der Rentabilität ihres Vorhabens überzeugt seien. Seit der Liberalisierung kam es zu einem rasanten Anstieg der Bankfilialen und Bank-Niederlassungen, wodurch sich die Kundenbindung und Kundennähe verbesserte.
Im Nichtbankensektor gründete die Automobilindustrie Zweigwerke in Form der Niederlassung, so etwa das Opelwerk Bochum, bei dem im Juli 1963 die Produktion anlief.
Die Niederlassungsfreiheit von EU-Bürgern ist seit Februar 1992 in den EU-Mitgliedstaaten durch die jetzigen Art. 49 bis Art. 55 AEUV geregelt und umfasst ausdrücklich auch die Aufnahme und Ausübung selbstständiger Erwerbstätigkeiten sowie die Gründung und Leitung von Unternehmen.

## Rechtsfragen
In Gesetzen wird der Niederlassungsbegriff zwar häufig benutzt, eine umfassende und allgemeingültige Legaldefinition besteht jedoch nicht. Der Grund hierfür liegt darin, dass die unterschiedlichen Gesetzeszwecke mit einer Definition den Begriffsumfang zu stark einschränken könnten und damit nicht alle Organisationsformen erfassen würden, die als Normadressaten dem Gesetz unterliegen sollten. Die Gewerbeordnung (GewO) spricht in § 4 Abs. 3 GewO von einer Niederlassung, wenn eine selbständige gewerbsmäßige Tätigkeit auf unbestimmte Zeit und mittels einer festen Einrichtung von dieser aus tatsächlich ausgeübt wird. Bei einer Niederlassung handelt es sich allgemein um einen Ort der Geschäftstätigkeit, der auf Dauer als Außenstelle eines Stammhauses (Hauptniederlassung) hervortritt, eine eigene (weisungsgebundene) Geschäftsführung besitzt und sachlich hinreichend ausgestattet ist, Geschäfte im Außenverhältnis mit Dritten zu betreiben und abzuwickeln, ohne dass die Dritten sich an das Stammhaus wenden müssen. Eine Hauptniederlassung bildet demnach den Mittelpunkt der Geschäftstätigkeit.

### Handelsrecht
Das HGB erwähnt die Zweigniederlassung, ohne sie zu definieren. Sie ist nach § 13 HGB zur Eintragung beim Handelsregister am Sitz der Hauptniederlassung anzumelden. Befindet sich die Hauptniederlassung im Ausland, ist die inländische Zweigniederlassung gemäß § 13d HGB am Ort des für diese zuständigen Handelsregisters anzumelden. Sondervorschriften bestehen für Kapitalgesellschaften nach § 13e HGB (Kapitalgesellschaftern mit Sitz im Ausland), § 13f HGB (Zweigniederlassungen von Aktiengesellschaften mit Sitz im Ausland) und § 13g HGB (Zweigniederlassungen von Gesellschaft mit beschränkter Haftung mit Sitz im Ausland). Die Errichtung von Zweigniederlassungen ist durch den Vorstand dem Handelsregister anzumelden (§ 33 HGB).

### Zivil- und Steuerrecht
Auch das BGB erwähnt die (gewerbliche) Niederlassung insbesondere im Rahmen des Leistungsorts (§ 269 Abs. 2 BGB) oder des Zahlungsorts (§ 270 Abs. 2 BGB) im Zusammenhang mit der Erfüllung vertraglicher Leistungen.
Nach § 12 Nr. 2 AO ist die Zweigniederlassung als Betriebsstätte im steuerlichen Sinne anzusehen.

### Bank- und Versicherungsrecht
Im Bankrecht besteht im Hinblick auf Niederlassungen ein umfangreiches Meldewesen nach § 24 Abs. 1 Nr. 5 KWG (Verlegung von Niederlassungen), § 24a Abs. 1 KWG (Anzeigepflicht der Errichtung von Niederlassungen im Ausland) oder § 26a HGB (Offenlegung von Niederlassungen im Jahresabschluss). Außerdem ist sicherzustellen, dass deutsche Kreditinstitute keine Geschäftsbeziehung mit einem Kreditinstitut begründen oder fortsetzen, von dem bekannt ist, dass seine Konten von einer Briefkastenbank genutzt werden, und sicherzustellen, dass das Korrespondenzinstitut keine Transaktionen über Durchlaufkonten zulässt. In § 25m KWG sind verbotene Geschäfte aufgeführt, die im Zusammenhang mit Briefkastenbanken stehen, insbesondere die Errichtung oder Fortführung von Konten auf den Namen von Briefkastenbanken. Mit diesen Bestimmungen soll auch verhindert werden, dass Beziehungen zu Briefkastengesellschaften oder Briefkastenbanken entstehen.
Im Versicherungswesen dürfen Erstversicherungsunternehmen das Versicherungsgeschäft in anderen EU-Mitgliedstaaten über Niederlassungen betreiben (§ 57 Abs. 1 VAG). Als Niederlassung gilt eine Agentur oder Zweigniederlassung eines Erstversicherungsunternehmens im Hoheitsgebiet eines anderen EU-Mitgliedstaats (§ 57 Abs. 2 VAG). Die Errichtung einer Niederlassung ist der Versicherungsaufsicht anzuzeigen (§ 58 Abs. 1 VAG). Nach § 341 Abs. 2 HGB gelten Niederlassungen von Versicherungen mit Sitz im Ausland als Versicherungsunternehmen. Speziell im Bank- und Versicherungswesen verlangen manche ausländischen Rechtsnormen die Gründung von Tochtergesellschaften und lassen Niederlassungen nicht zu.

### EU-Recht
Gemäß Art. 49 AEUV darf im Rahmen der Niederlassungsfreiheit die Errichtung von Tochtergesellschaften, Niederlassungen, Agenturen oder Zweigniederlassungen in anderen EU-Mitgliedstaaten nicht beschränkt werden. Nach Art. 19 Abs. 2 Rom I-VO darf die Niederlassung Verträge in eigener Verantwortung schließen und ist auch für deren Erfüllung verantwortlich. In Art. 5 Nr. 5 EuGVÜ ist vorgesehen, dass eine Person mit Wohnsitz im EU-Hoheitsgebiet in einem anderen Vertragsstaat verklagt werden kann, wenn sie dort eine Zweigniederlassung, Agentur oder sonstige Niederlassung unterhält.

## Betriebswirtschaftliche Aspekte
Niederlassungen sind eine Vertriebsform. Der Vertriebsweg über Niederlassungen zielt darauf ab, das Marktpotenzial eines geografisch abgrenzbaren Einzugsbereichs abzudecken. Der Eröffnung einer Niederlassung geht im Regelfall eine detaillierte Standortanalyse voraus, die auf einer eingehenden Marktanalyse beruht. Die Gründung einer Niederlassung zeigt an, dass einem bestimmten Standort für ein Unternehmen eine wesentliche Bedeutung zukommt. Organisatorisch ist die Niederlassung von einer stärkeren Dezentralisierung durch Delegation von Aufgaben, Kompetenzen und Verantwortung begünstigt als eine Filiale, weil einer Niederlassung im Regelfall mehr betriebliche Funktionen als lediglich der Vertrieb übertragen werden.
Die Delegation kann bei Niederlassungen bis zur Parallelproduktion („dezentrale Produktion“) reichen wie beispielsweise bei den Automobilherstellern, die ihre Kapazitäten durch zusätzliche Fabrikationsstätten („Werke“) erweitern. Parallelproduktion liegt vor, wenn ein identisches oder ähnliches Produkt (Halbfabrikat, Fertigerzeugnis oder Endprodukt) gleichzeitig in mindestens zwei räumlich getrennten Produktionsstätten desselben Unternehmens hergestellt wird (Standortspaltung). Zumindest lassen sich auf Niederlassungen einzelne Fertigungsstufen eines komplexeren Produktionsprozesses übertragen, indem hier Zwischenprodukte durch Weiterverarbeitung bis hin zur Marktreife komplettiert werden (Standortteilung). Diese Formen werden auch bei der internationalen Arbeitsteilung genutzt.
Die Gründung von Auslandsniederlassungen (oder Tochtergesellschaften) ist eine mit besonders hohen Risiken verbundene Investition. Hierbei spielen Länderrisiken eine besondere Rolle, weil der ausländische Staat ein Verbot von Gewinntransfers aus der Niederlassung an die Hauptniederlassung oder schlimmstenfalls eine Enteignung der Niederlassung/Tochtergesellschaft vornehmen kann. Aus unternehmerischer Sicht besitzen Auslandsniederlassungen im Vergleich zur Tochtergesellschaft Nachteile, denn der Auftritt im Rechtsverkehr kann umständlich sein oder das Vertrauen der Geschäftspartner in eine Geschäftsverbindung beeinträchtigen. Dagegen stehen monetäre Vorteile, denn häufig werden Auslandsniederlassungen/Tochtergesellschaften vom Sitzland des Investors oder im Land der Niederlassung durch staatliche finanzielle Fördermittel und/oder Steuersubventionen gefördert.

## Sonstiges
Im deutschsprachigen Raum finden sich Niederlassungsankündigungen von Ärzten (etwa im unterfränkischen Arnstein von Nikolaus Deschendorff) bzw. Wundärzten seit dem 15. Jahrhundert und von Lehrern (bzw. Schulmeistern) seit dem 16. Jahrhundert. Niederlassung ist auch die Bezeichnung für die Eröffnung einer Arzt-, Psychotherapeuten-. Heilpraktiker-, Zahnarzt- oder Tierarztpraxis. Für Fragen der Niederlassung als Vertragsarzt bzw. Vertragspsychotherapeut sind die Kassenärztlichen Vereinigungen, als Privatarzt die Ärztekammern und als Privatpsychotherapeut die Psychotherapeutenkammern zuständig.